# دانشگاه الاغواط
دانشگاه الاغواط (به عربی: جامعة عمار ثلیجی–الأغواط) یک دانشگاه در الجزایر است که در الاغواط، الجزایر واقع شده‌است.